# Confédération de Targowica
Pour les articles homonymes, voir Targowica.
La confédération de Targowica est une ligue de nobles polonais hostiles à la Constitution polonaise du 3 mai 1791, formée afin d'obtenir l'aide de la Russie pour rétablir ce qu'ils estimaient être l'ordre normal des choses. Mise en place autour de quelques magnats polonais au cours de l'année 1791, la confédération est rendue publique le 14 mai 1792 par une proclamation officielle, appel à l'intervention de la Russie en Pologne. Le 18 mai, c'est l'invasion de la Pologne par l'armée russe et le début d'une nouvelle guerre russo-polonaise.
Le nom de cette ligue se réfère à un village de population ukrainienne, situé à 400 km environ de Varsovie, qui faisait alors partie de la république des Deux Nations, Targowica. En réalité, la conjuration s'est pour l'essentiel nouée à Saint-Pétersbourg, dans les bureaux du ministre de la Guerre, Vassili Stepanovitch Popov, en accord avec la tsarine Catherine II et son favori du moment, Platon Alexandrovitch Zoubov.
La confédération de Targowica atteint pleinement son but : dès la fin de juillet 1792, le roi Stanislas II Auguste est contraint de s'y rallier et la constitution est abolie. Mais cette opération a une conséquence non prévue par les confédérés, ni souhaitée par la Russie : la revendication par la Prusse d'un nouveau partage de la Pologne, comme en 1772, ce qui, compte tenu de la situation internationale générale, marquée par la mise en place de la première coalition contre la France, est réalisé en 1793, avec le deuxième partage de la Pologne.

## Contexte

### La constitution polonaise de 1791
Après le premier partage de la Pologne en 1772, les institutions de la république des Deux-Nations (Pologne et Lituanie) sont mises en cause par un certain nombre de personnes, notamment le système de l'élection du roi, la faiblesse du pouvoir royal et le liberum veto, ce principe vieux de 150 ans qui permet à tout membre à la Diète d'annuler une loi votée par la majorité, paralysant la vie politique du pays. 
La diète réunie en 1788, qui va devenir la Grande Diète, décide de procéder à une réforme des institutions : le travail mené pendant trois ans aboutit en avril 1791 à un projet de texte, que le roi Stanislas Auguste Poniatowski propose à la diète de ratifier. Le texte est adopté formellement le 3 mai : c'est la première constitution en Pologne, et aussi en Europe, connue sous le nom de constitution du 3 mai. 
Cette constitution abroge le liberum veto ; elle établit une monarchie héréditaire et non plus élective, accorde des libertés communales aux habitants des villes et place les paysans sous la protection du roi. 

### L'opposition nobiliaire
Mais une partie de la noblesse est opposée à cette constitution et est prête à trahir le pays pour parvenir à ses fins. La constitution réduit en effet fortement le pouvoir dont disposait la noblesse dans le système antérieur, que les conservateurs exaltaient sous le nom de « Liberté dorée » de la Pologne. Ils sont sur ce point en plein accord avec la Russie, qui a établi un protectorat sur la Pologne depuis plusieurs décennies, et pour qui la « Liberté dorée » est un moyen essentiel de maintenir la Pologne dans l'impuissance.

## La confédération de Targowica

### L'appel à la Russie
En juillet 1791, le comte Stanislas Potocki écrit au prince Potemkine, favori de Catherine II, pour l'informer de son opposition à la constitution et demander à la Russie de s'y opposer également. 
Mais Catherine II, qui est alors en guerre contre la Turquie, n'est pas en mesure d'intervenir. Sur les conseils du comte Branicki, les confédérés de Targowica se rendent à Saint-Pétersbourg, où ils attendent la fin de la guerre avec la Turquie pour se réunir et signer un plan prévoyant l'intervention de la Russie. Ceci est fait en grand secret, et l'ambassadeur de Pologne à Saint-Pétersbourg n'en est pas informé.  

### La formalisation de Targowica
Le 24 avril 1792, de grands magnats polonais (Franciszek Ksawery Branicki, Seweryn Rzewuski, Józef Kossakowski, Feliks Potocki, Dyzma Bończa-Tomaszewski....) menés par le comte Stanisław Szczęsny Potocki, se rendent à la cour de la tsarine Catherine II pour signer l’acte de confédération afin de retourner à l'ancien ordre polonais qui leur assurait des privilèges, notamment celui de juridiction sur leurs paysans.  
Le texte de l'acte fondateur de cette confédération, écrit par le général russe Vassili Popov, chef d'état-major du prince Potemkine, est proclamé le 14 mai 1792. Les confédérés réclament « au nom de la nation » une aide de la Russie pour mettre fin à la rébellion qui « menace la sécurité de l’État ».  De cette manière, leur demande d'intervention est présentée comme une demande de la nation polonaise. 

## Les conséquences

### La guerre russo-polonaise de 1792

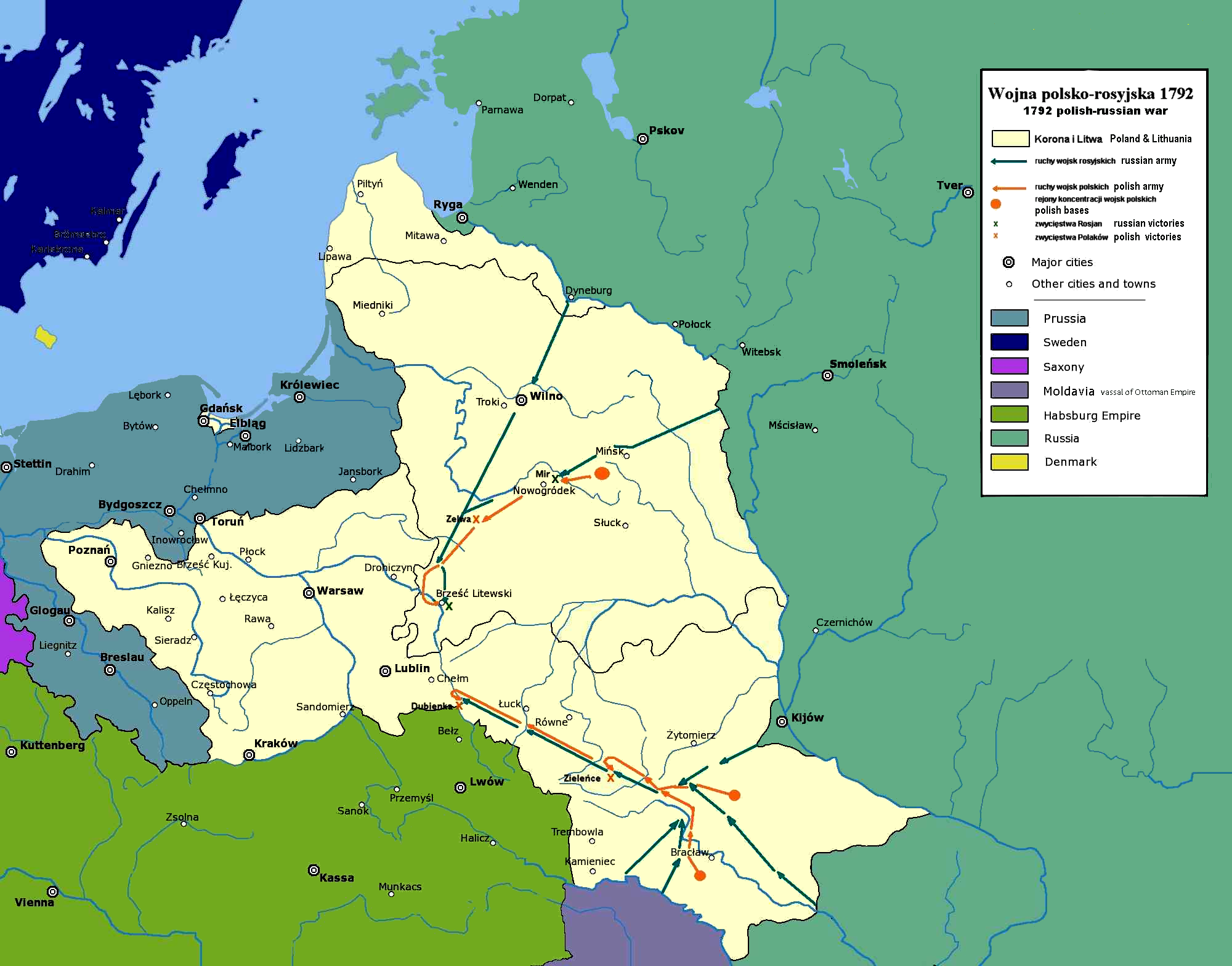
La guerre russo-polonaise de 1792.

Quatre jours plus tard, deux armées russes, avec à leur tête le général-en-chef Kachowski, envahissent la Pologne sans déclaration de guerre.
À partir du 9 juin 1792, les confédérés, dont le siège est à Tulczyn, dans les domaines du comte Potocki, mettent tout en œuvre pour saboter le fonctionnement du gouvernement, ce qui plonge le pays dans le chaos. . 
Le 24 juillet 1792, le Conseil d’État déclare que le roi doit impérativement signer l’accord de confédération. C’est à ce moment que bon nombre de dignitaires donnent leur démission et émigrent[réf. nécessaire].
Le roi Stanislas Auguste Poniatowski finit par adhérer à la confédération, amenant l'armée polonaise à la capitulation.

### Le second partage de la Pologne
En janvier 1793, la Prusse et la Russie signent un traité de partage de la Pologne, qui a en fait été imposé par le roi de Prusse en échange de sa neutralité.
Peu après, la Diète de Grodno est contrainte d'annuler les réformes de la Grande Diète et de ratifier le traité de partage. 